# 夏休みのような1ヵ月
『夏休みのような1ヵ月』（なつやすみのようないっかげつ）は、2008年11月29日公開の日本映画である。

## ストーリー
都会の喧騒の中を颯爽と縫ってゆくロードレーサー。 赤いヘルメットが印象的な、サイクル便のメッセンジャーとして働く純也(荒木宏文)。 1年前にプロの競輪選手だった父を事故で亡くし、ただ無気力にペダルをこぐ日々を過ごしていた。 純也はある配達の途中で、ビルの屋根から今にも飛び降りそうな青年・真太郎(山崎育三郎)と出会う。 その後、偶然にも真太郎が原因で事故に合い、純也はやむなく入院することに…。 「全治1か月だって。小学生の夏休みだと思って気楽に過ごします。」 この事故をきっかけに、心を閉ざしていた二人は心を通わせるようになる。 出会ってからの時間はわずかなものではあるが、二人は無二の親友の絆が芽生える。 ロードレーサーでツール・ド・フランス出場という夢を持ちながらも前に踏み出せない純也、デザイン会社で働き、 将来はプロダクツ・デザイナーとして成功したいという夢へ前進しながらも、どこか翳のある真太郎・・・。 互いに打ち解けあった二人であったが、思いもよらない事態が待っていたのだった…。

## キャスト
- 柏木純也：荒木宏文
- 唐沢真太郎：山崎育三郎
- マナ：林未紀
- パー子：前田健
- 皆川佑馬
- 中村誠治郎
- 岡本寛志
- 河本啓佑
- 根本幸多
- 三宅淳一
- 鈴木賢
- 柚木佑美
- 松本カズマ

## スタッフ
- 監督：川野浩司
- 脚本：安里麻里
- エグゼクティブプロデューサー：藪考樹、西島勲
- プロデューサー：川端基夫、松村俊輔、田中誠、河崎博志、文屋良子
- 助監督：小泉剛
- 撮影：平尾徹
- 音楽：竹松秀人
- 照明：斉藤久晃
- 録音：古茂田耕吉
- 主題曲／主題歌：彩冷える
- 音響効果：藤本淳
- 衣装（デザイン）：大内聖子
- ヘアメイク：松木文
- スチール：土屋久美子
- VE：山田実
- アートディレクション：金城達哉
- 配給：モブキャスト
- 上映時間：75分

## 主題歌
- 「デジタルネバーランド」／彩冷える